# Einstein (cheval)
Pour les articles homonymes, voir Einstein (homonymie).
Einstein est un cheval miniature américain né en 2010, candidat au titre de « plus petit cheval du monde ». 

## Histoire
Ce cheval miniature américain naît le 5 avril 2010 avec une taille de 35,6 cm et un poids de 2,7 kg, à l'élevage de Judy Smith, Tiz A Miniature Horse Farm, situé à Barnstead, dans le New Hampshire, aux États-Unis. Sa propriétaire Rachel Wagner estime qu'il peut concourir au titre de plus petit cheval du monde, et soumet une demande au livre Guinness des records. Einstein est plus léger à la naissance que la tenante du titre, Thumbelina, mais aussi légèrement plus grand. Il est cependant cité dans la presse et dans divers ouvrages comme étant le « plus petit cheval du monde ». 
Le personnel du livre Guinness, mis au courant de cette naissance, attend que l'animal ait 4 ans révolus, et soit donc parfaitement adulte, avant d'envisager de l'homologuer. Les propriétaires d'Einstein réclament une catégorie spéciale pour les chevaux non-atteints de nanisme, et soulignent dans une interview donnée à Sky News que leur poulain est « parfaitement sain », contrairement à Thumbelina. 
Le poulain est toujours vivant pour son premier anniversaire.
Dans l'édition 2020 du Livre Guinness des records, Thumbelina, morte en 2018, est toujours considérée comme le plus petit cheval ayant jamais existé.

## Médiatisation
La vidéo d'Einstein juste après sa naissance est vue plus de 400 000 fois sur YouTube.